# SpVgg Dillweißenstein
Die SpVgg Dillweißenstein ist ein, im Jahr 1923 gegründeter, deutscher Sportverein mit Sitz Dillweißenstein, einem Stadtteil der kreisfreien Stadt Pforzheim in Baden-Württemberg.

## Geschichte
Im Jahr 1909 wurde unter dem Namen FC Germania Dill-Weißenstein ein erster Fußballverein in dem damaligen Ortsteil Weißenstein gegründet. Im darauffolgenden Jahr 1910 erfolgte dann auch noch die Gründung des Fußballverein Dillstein. Beide Vereine traten zu dieser Zeit in der C-Klasse an. Durch den Anfang des Ersten Weltkriegs dezimierte sich die Anzahl an verfügbaren Spielern jedoch zunehmend, bis zumindest in den Dezember 1916 hinein konnte der Spielbetrieb aber noch aufrechterhalten werden. Nach dem Kriegsende schlossen sich der Kraftsportverein, der Fußballverein und der Turnverein 1876 aus Dillstein, am 5. Mai 1919, zum Turn- und Sportverein Dillweißenstein zusammen. Bereits am 17. Februar 1923 wurde dann aber schon wieder die Trennung der Vereine bekannt gegeben. Im Jahr 1924 schlossen sich dann der FC Germania, wie auch der Fußballverein Dillstein zur heutigen Spielvereinigung zusammen.
Nach der Machtergreifung der Nationalsozialisten ist der Kreismeistertitel 1935/36 belegt. Der Verein stieg dadurch in die zweitklassige Fußball-Bezirksklasse Mittelbaden auf, in der sich Dillweißenstein bis 1941 halten konnte. Nach dem Ausbruch des Zweiten Weltkriegs nahm die Mannschaft dann im Jahr 1939 an der Pforzheimer-Stadtmeisterschaft teil. Nach dem Ende des Krieges trug der Verein bereits am 19. August 1945 sein erstes Spiel aus. Der Spielbetrieb in der Meisterschaft begann dann am 2. Dezember 1945 für die Mannschaft im Enzkreis Gruppe 2. Im Jahr 1946 wurde die Mannschaft dann in der A-Klasse Meister und durfte durch einen erfolgreiche Teilnahme an den Aufstiegsspielen in die damals zweitklassige Landesliga Nordbaden aufsteigen. In der Saison 1947/48 trat der Verein dann in der Gruppe Süd an. Am Ende der Saison platzierte sich die Mannschaft mit 10:42 Punkten dann auf dem 12. Platz. Dadurch, dass die nächste Saison nur noch eingleisig ausgetragen wurde, musste die Spielvereinigung wie auch 13 andere Vereine am Ende der Saison absteigen. Von da an spielte der Verein in der Bezirksklasse III Staffel 2. Ab 1951 spielte der Verein dann in der zu dieser Zeit neu eingeführten 2. Amateurliga Mittelbaden. Aus dieser Spielklasse musste sich die Mannschaft dann 1958 aber auch wieder verabschieden. Ab der Saison 1959 spielte die Mannschaft somit in der A-Klasse, direkt nach dieser Saison musste die Mannschaft aber weiter in die B-Klasse absteigen.
Die Zeit in der B-Klasse sollte sechs Spielzeiten überdauern. Im Jahr 1965 wurde die Mannschaft dann schließlich mit 79:15 Toren und 36:4 Punkten Meister der B-Klasse Gruppe Süd und durfte damit wieder in die A-Klasse aufsteigen. Im Jahr 1977 qualifizierte sich die Mannschaft dann über den vierten Platz der Tabelle für die zur nächsten Saison neu eingeführten Bezirksliga. Nach nur einem Jahr Zugehörigkeit in der Liga stieg die Mannschaft nach einem Entscheidungsspiel dann jedoch wieder in die A-Klasse ab. In der Saison 1980/81 gelang dann mit neun Punkten Vorsprung wieder die Meisterschaft in der A-Klasse und somit auch der Aufstieg in die Bezirksliga. In dieser Klasse konnte die Mannschaft insgesamt bis zur Saison 1995/96 sich halten, danach stieg der Verein wieder ab. Seither spielte Dillweißenstein nur noch auf Kreisligaebene. In der Saison 2021/22 zog man sich vom Spielbetrieb zurück und war in den folgenden zwei Jahren nur noch mit Jugendmannschaften am Spielbetrieb vertreten. Zur Saison 2024/25 wurde wieder eine Herrenmannschaft gemeldet.